# King of Kings - The Ascension
King of Kings - The Ascension è un singolo pubblicato nel 2005 dall'etichetta Nuclear Blast prodotto dalla band heavy metal epic metal Manowar; è stato distribuito solo ed esclusivamente assieme al DVD Hell on Earth Part IV.

## Tracce
1. The Ascension
2. King of Kings

## Formazione
- Karl Logan - chitarra
- Joey DeMaio - basso
- Scott Columbus - batteria
- Eric Adams - voce